# Matt Busby
Matt Busby, właśc. sir Matthew Busby (ur. 26 maja 1909 w Orbiston w hrabstwie Lanarkshire, zm. 20 stycznia 1994 w Cheadle) – szkocki piłkarz i trener piłkarski. Najbardziej znany z prowadzenia Manchesteru United w latach 1945–1969 i w drugiej części sezonu 1970–1971. Był najdłużej pracującym menedżerem w historii Manchesteru United do 19 grudnia 2010 roku, kiedy Alex Ferguson pobił jego rekord.
Zanim został menedżerem, grał w drużynach dwóch największych rywali United – w Manchesterze City i Liverpoolu. Podczas gry w City, Busby wystąpił w dwóch finałach FA Cup, wygrywając w jednym z nich. Po tym, jak jego kariera została przerwana przez II wojnę światową, otrzymał propozycję objęcia posady asystenta w Liverpoolu, ale nie przyjął jej i wybrał wakat w Manchesterze United.

## Osiągnięcia

### Zawodnik
Manchester City
- Puchar Anglii: 1933/34

### Trener
Manchester United
- Mistrzostwo Anglii: 1951/52, 1955/56, 1956/57, 1964/65, 1966/67
- Puchar Anglii: 1947/48, 1962/63
- Tarcza Dobroczynności: 1952, 1956, 1957, 1965, 1967
- Puchar Europy: 1967/68